# Ź
Ź, ź — літера латинського алфавіту, утворена від Z з додаванням гострого наголосу. Використовується в польській, чорногорській, нижньо- і верхньолужицькій, емільяно-романьольській, вимисорській та брагуйській мовах, а також у білоруській і українській латиниці та романізованому пушту.

## Використання
У польській мові буква позначає дзвінкий альвеоло-піднебінний фрикативний звук ([ʑ]). Це 33 буква польського алфавіту. Його назви в мові: ziet і z z kreską. Літера також зустрічається в орграфі Dź, який вимовляється як дзвінкий альвеоло-піднебінний африкатний звук ([d͡ʑ]).
У латинському алфавіті чорногорської мови він представляє дзвінкий альвеоло-піднебінний фрикативний ([ʑ]) звук і відповідає літері zje (велика З́, маленька: з́) з кирилиці. Це 32-а і остання буква алфавіту.
У білоруському латинському алфавіті позначає звук /zʲ/ і відповідає З з кирилиці.
У нижньолужицькій мові представляє дзвінкий альвеоло-піднебінний фрикативний ([ʑ]) звук. У нижньо- та верхньолужицькій мовах виступає також у формі орграфа Dź, який вимовляється як дзвінкий альвеоло-піднебінний африкатний звук ([d͡ʑ]). У верхньолужицькій мові орграф є єдиним виглядом літери.
У романізації пушту використовується разом з орграфом Dz для позначення літери źim (ځ). Представляє дзвінкий альвеолярний африкатний звук ([d͡z]).
В алфавіті Емільяно-Романьольської мови використовується для представлення дзвінкого зубного фрикативного звуку ([ð]). Залежно від різних діалектів вимова може бути [ðz] або, за італійським впливом, [dz], але найпоширенішою вимовою є [ð].
Крім того, він використовується у венедійській мові, створеній Яном ван Стенбергеном для проєкту альтернативної історії Ill Bethisad. У мові буква являє собою дзвінкий альвеоло-піднебінний фрикативний ([ʑ]) звук. 

## Приклади
Вживається як зм'якшена форма z: (пол. źle, źródło, źrenice).